# Ossalato di calcio
L'ossalato di calcio è un sale di calcio dell'acido ossalico, di formula CaC2O4.
In natura si trova in molte piante (per esempio: rabarbaro, altea, dieffenbachia, pastinaca) per le quali costituisce elemento di difesa contro il loro consumo alimentare. I cristalli di ossalato di calcio presenti nei vacuoli delle piante quando appaiono sotto forma di aghi sono detti rafidi. Negli animali e nell'uomo è il principale costituente dei calcoli renali e degli otoliti, residenti nell'utricolo e nel sacculo dell'orecchio interno e preposti al senso dell'equilibrio negli spostamenti avanti-indietro (es. automobile) e su-giù (es. ascensore). I suoi cristalli si presentano tipicamente sotto forma di "busta da lettera" o di clessidra.

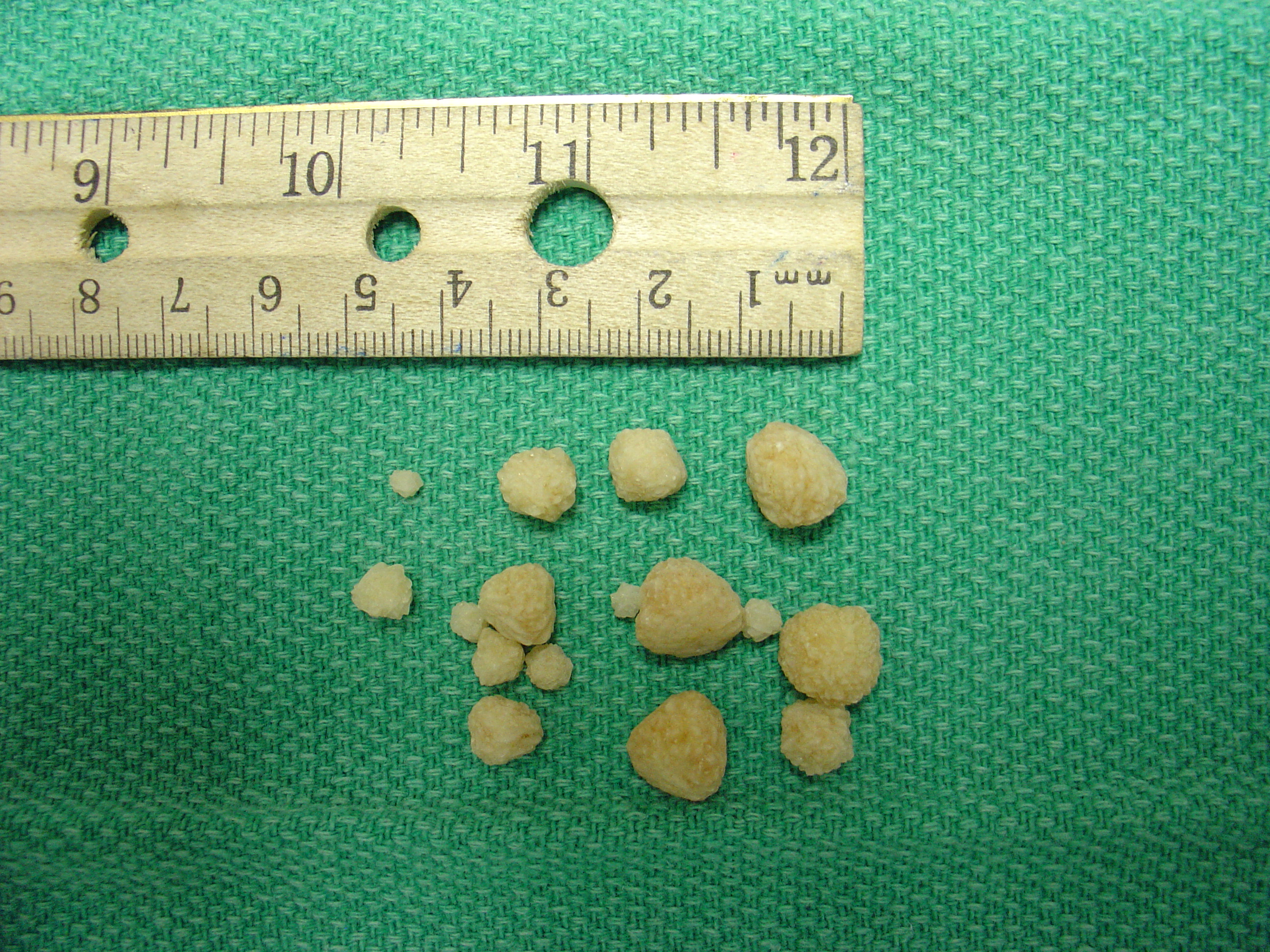
Cristalli di ossalato di calcio trovati nella vescica di un cane

È un prodotto intermedio nella produzione di acido ossalico. Si produce nella reazione di salificazione tra ossalato di sodio e idrossido di calcio:
{\displaystyle {\ce {Na2C2O4\,+\,Ca(OH)2\to CaC2O4\,+\,2NaOH}}}
Reagendo con acido solforico libera acido ossalico:
{\displaystyle {\ce {CaC2O4\,+\,H2SO4\to H2C2O4\,+\,CaSO4}}}